# Bassenheimi Walpot Henrik
Bassenheimi Walpot Henrik németül: Heinrich Walpot von Bassenheim (Mainz, ? – Akko, 1200) a Német Lovagrend első nagymestere.

## Élete
A származásáról és családjáról nem maradtak fenn adatok. Valószínűleg azonos azzal a Henrik testvérrel, aki 1193-94-ben Akkóban a német kórház priorja, 1195-ben perceptora (elöljárója) volt. Imre jeruzsálemi király a testvériséget katonai jellegű lovagrenddé szervezte 1198. március 5-én, amely a német (teuton) rend nevet kapta. Fejének meghagyta Henriket, s egy évvel később III. Ince pápa felszentelte. Lovagrendje idővel nagy hírnévre tett szert a világtörténelemben.